# Jan Broj
Jan Broj (25. května 1932 Plzeň – 15. října 2015) byl český politik, antikomunistický disident a zemědělec. Po roce 1989 kandidoval za KDU-ČSL, působil jako poradce prezidenta a založil stranu SORČ později přejmenovanou na DSSS, jejímž předsedou byl první etapě její existence.

## Biografie
Jan Broj byl nejstarším synem třetirepublikového politika Stanislava Broje, který byl popraven v roce 1950. Po smrti otce začal spolu se svým mladším bratrem hospodařit na zbylé části rodinného statku ve Volduchách. V letech 1952–1954 sloužil u tzv. černých baronů. Za vojenské služby v roce 1953 byl přímým svědkem nepokojů v Plzni. Po roce 1957 vstoupil do JZD, následně však ze zemědělství odešel. V roce 1958 se přiženil do obce Březová na Hořovicku. K hospodaření se vrátil na začátku 90. let na statku v Březové. V roce 1997 mu zemřel jeho jediný syn. Jan Broj zemřel 15. října 2015.

## Politické angažmá
V listopadu 1989 se angažoval při zakládání Občanského fóra v Berouně a při organizování soukromých zemědělců. Kandidoval do parlamentu na kandidátce KDU-ČSL. V letech 1990–1992 byl poradcem prezidenta Havla pro otázky zemědělství.
V roce 2004 založil Stranu občanů republiky České (SORČ). 14. září 2005 se strana přejmenovala na Dělnickou stranu sociální spravedlnosti (DSSS). Předsedou strany byl od 24. 7. 2004 do 16. 12. 2006.